# Vessels (Starset)
Vessels è il secondo album in studio del gruppo musicale statunitense Starset, pubblicato il 20 gennaio 2017 dalla Razor & Tie.
Il 28 settembre 2018 l'album è stato ripubblicato dalla Fearless Records sotto il titolo di Vessels 2.0, contenente nove brani aggiuntivi tra versioni acustiche e remixate, oltre alla reinterpretazione di Love You to Death dei Type O Negative.

## Tracce
1. The Order – 1:07 (musica: Dustin Bates)
2. Satellite – 3:59 (Dustin Bates, Joe Rickard)
3. Frequency – 4:41 (Dustin Bates, Paul Trust, Rob Graves)
4. Die for You – 5:17 (Dustin Bates, Daniel Ticotin)
5. Ricochet – 5:10 (Dustin Bates, Joe Rickard)
6. Starlight – 4:47 (Dustin Bates, Daniel Ticotin)
7. Into the Unknown – 4:30 (Dustin Bates, Mitch Marlow)
8. Gravity of You – 4:46 (Dustin Bates, Josh Baker, Rob Graves)
9. Back to the Earth – 4:13 (Dustin Bates, Joe Rickard)
10. Last to Fall – 5:03 (Dustin Bates, Daniel Ticotin, Rob Graves)
11. Bringing It Down – 5:48 (Dustin Bates, Paul Trust, Rob Graves)
12. Unbecoming – 4:10 (Dustin Bates, Josh Baker)
13. Monster – 4:16 (Dustin Bates, Johnny Andrews, Rob Graves)
14. Telepathic – 4:42 (Dustin Bates, Daniel Ticotin, Jeff Halavacas, Rob Graves)
15. Everglow – 7:54 (Dustin Bates, Joe Rickard, Rob Graves)

Tracce bonus in Vessels 2.0
1. Bringing It Down (Version 2.0) – 4:58 (Dustin Bates, Paul Trust, Rob Graves)
2. Die for You (Acoustic Version) – 4:28 (Dustin Bates, Daniel Ticotin)
3. Telepathic (Acoustic Version) – 3:51 (Dustin Bates, Daniel Ticotin, Jeff Halavacas, Rob Graves)
4. Starlight (Acoustic Version) – 4:46 (Dustin Bates, Daniel Ticotin)
5. Ricochet (Acoustic Version) – 4:51 (Dustin Bates, Joe Rickard)
6. Satellite (Acoustic Version) – 3:48 (Dustin Bates, Joe Rickard)
7. Love You to Death – 5:30 (Peter Steele) – originariamente interpretata dai Type O Negative
8. Telepathic (Not Your Dope Remix) – 3:37 (Dustin Bates, Daniel Ticotin, Jeff Halavacas, Rob Graves)
9. Satellite (TRAILS Remix) – 2:49 (Dustin Bates, Joe Rickard)

## Formazione
Gruppo
- Dustin Bates – voce, programmazione aggiuntiva, chitarra
- Ron DeChant – cori aggiuntivi

Altri musicisti
- Josh Baker – programmazione aggiuntiva
- Paul Trust – programmazione aggiuntiva
- Rob Graves – chitarra
- Joe Rickard – batteria
- Igor Khoroshev – arrangiamento strumenti ad arco e orchestrali
- David Davidson – violino
- David Angell – violino
- Elizabeth Lamb – viola
- Anthony Lamarchina – violoncello

Produzione
- Rob Graves – produzione, ingegneria del suono
- Ben Grosse – missaggio
- Bob Ludwig – mastering
- Mike Plotnikoff – ingegneria del suono, registrazione batteria
- Justin Spotswood – ingegneria del suono
- Bobby Shin – registrazione strumenti ad arco
- Paul Decarli – montaggio digitale
- Josh Baker – pre-produzione aggiuntiva
- Joe Rickard – pre-produzione aggiuntiva
- Shaj Ticotin – pre-produzione aggiuntiva
- Paul Trust – pre-produzione aggiuntiva

## Classifiche
| Classifica (2017)         | Posizione massima |
| ------------------------- | ----------------- |
| Austria                   | 56                |
| Canada                    | 60                |
| Germania                  | 85                |
| Stati Uniti               | 11                |
| Stati Uniti (alternative) | 2                 |
| Stati Uniti (hard rock)   | 2                 |
| Stati Uniti (rock)        | 3                 |